# Geomys arenarius
Geomys arenarius är en däggdjursart som beskrevs av Clinton Hart Merriam 1895. Geomys arenarius ingår i släktet Geomys och familjen kindpåsråttor. IUCN kategoriserar arten globalt som nära hotad.
Inga underarter finns listade i Catalogue of Life. Wilson & Reeder (2005) skiljer mellan två underarter.
- Geomys arenarius arenarius
- Geomys arenarius brevirostris

Artepitet i det vetenskapliga namnet är sammansatt av de latinska orden aren (sand) och arious (bunden till). Epitet för underarten G. a. brevirostris kommer likaså från latin och består av orden brevi (kort) och rostroum (nos).
Jämförd med andra arter av samma släkte är Geomys arenarius medelstor. Pälsen på ovansidan är blek brun och består av hår med svarta spetsar. På undersidan finns vit päls. Gränsen mellan dessa två färger är mer eller mindre skarp, beroende på individ. Svansen är sparsamt täckt med hår. Skillnaden mot andra kindpåsråttor består främst i avvikande detaljer av skallens konstruktion. Individerna når en absolut längd av 22,5 till 28 cm, inklusive en 7,5 till 9,5 cm lång svans. Honor är med 165 till 207 g lättare än hanar som väger 198 till 254 g.
Denna gnagare förekommer med två populationer i New Mexico och västra Texas (USA) samt i norra Mexiko. Den vistas där i sandiga regioner nära vattenansamlingar. I utbredningsområdet förekommer långa och heta somrar samt måttlig kyla vintrar. Området är en högplatå som ligger cirka 1200 till 1600 meter över havet.
Enligt en studie från 1974 sker fortplantningen under sommaren och en kull har 2 till 6 ungar. Arten jagas av olika predatorer som skallerormar, rovlevande fåglar, prärievarg, vesslor och grävlingar.